# T-Mobile Park
Der T-Mobile Park ist ein Baseballstadion mit schließbarem Dach in der US-amerikanischen Stadt Seattle im US-Bundesstaat Washington. Es ist die Heimspielstätte der Seattle Mariners aus der Major League Baseball (MLB).

## Geschichte
Eröffnet wurde es nach zwei Jahren Bauzeit am 15. Juli 1999 mit dem Spiel der Mariners gegen die San Diego Padres. Safeco Field dient dem Team als Nachfolger für den Kingdome, einem Stadion mit geschlossenem Kuppeldach, das bis zum Jahr 2000 direkt nördlich an das neue Stadion angrenzte. Die Anlage hat ein Fassungsvermögen von 47.929 Zuschauern (ausschließlich Sitzplätze) und ein schließbares Dach. Die Gesamtbaukosten betrugen bis zur Eröffnung 517,6 Mio. US-Dollar, damit war Safeco Field zu diesem Zeitpunkt das teuerste Baseballstadion der Welt.
2003 war das Safeco Field Austragungsort von Wrestlemania XIX.

## Name
In der Zeit von 1999 bis Ende 2018 trug das Baseballstadion den Namen Safeco Field, nach einem Vertrag über 20 Jahre mit dem in Seattle ansässigen Versicherungsunternehmen Safeco Insurance. Eine Verlängerung der Vereinbarung lehnte der Versicherer 2017 ab. Am 19. Dezember 2018 wurde ein neuer Namensgeber für 25 Jahre und sechs Millionen US-Dollar jährlich gefunden. Der Namenssponsor des Stadions ist seit dem 1. Januar 2019 T-Mobile US, der drittgrößte Mobilfunkanbieter in den Vereinigten Staaten. Der Vertrag begann am 1. Januar 2020 und hat eine Laufzeit bis in den Dezember 2043. Bis dahin geht auch der Pachtvertrag der Mariners mit der Stadt. Das Baseballteam ist laut Vertrag für die Instandhaltung, den Betrieb und etwaige Modernisierungen des Ballparks zuständig. Über die Vertragslaufzeit werden Investitionen in Höhe von mindestens 600 Millionen US-Dollar für die Mariners erwartet.

## Galerie

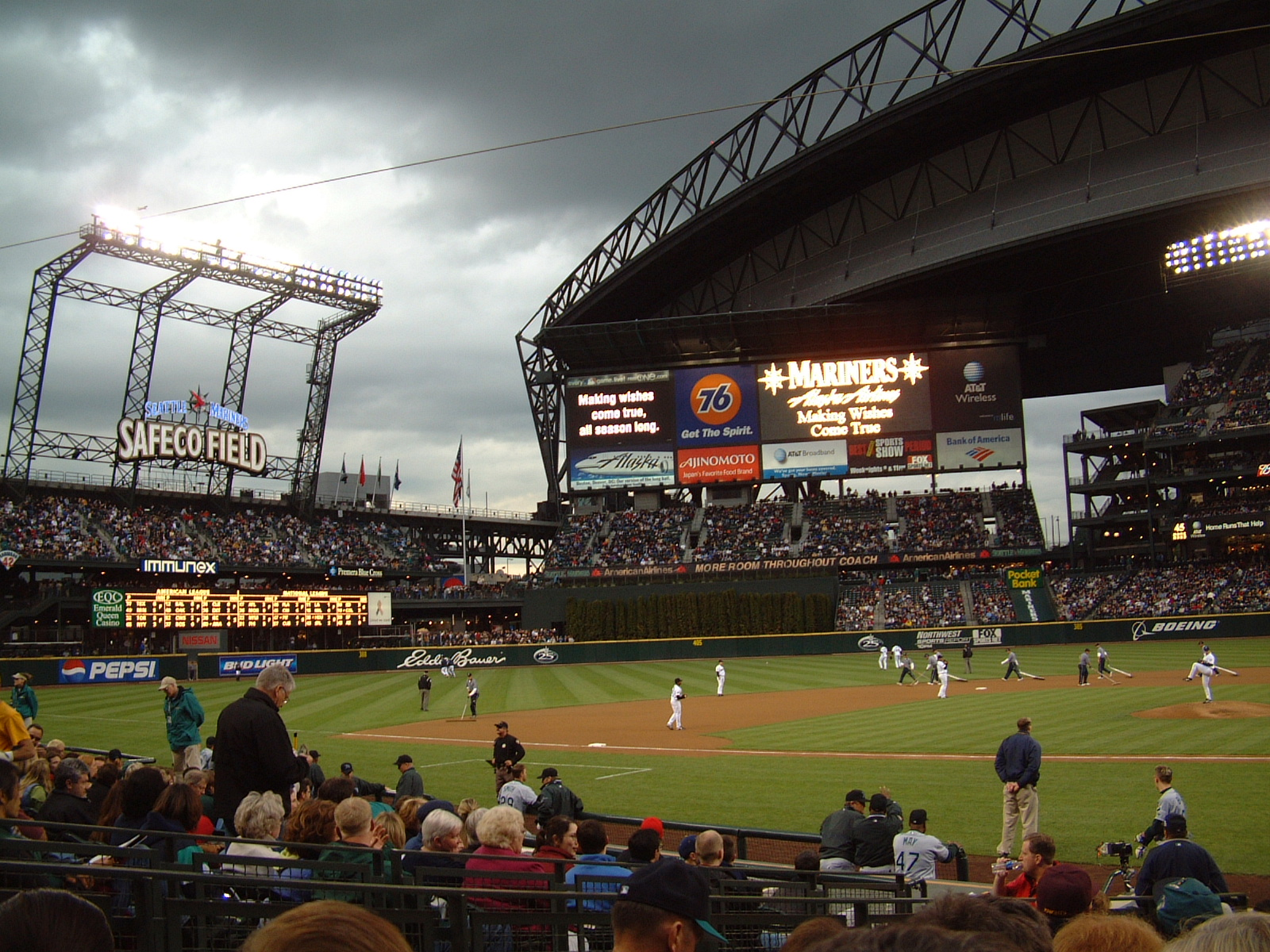
Der T-Mobile Park mit geöffnetem Dach (Mai 2002)
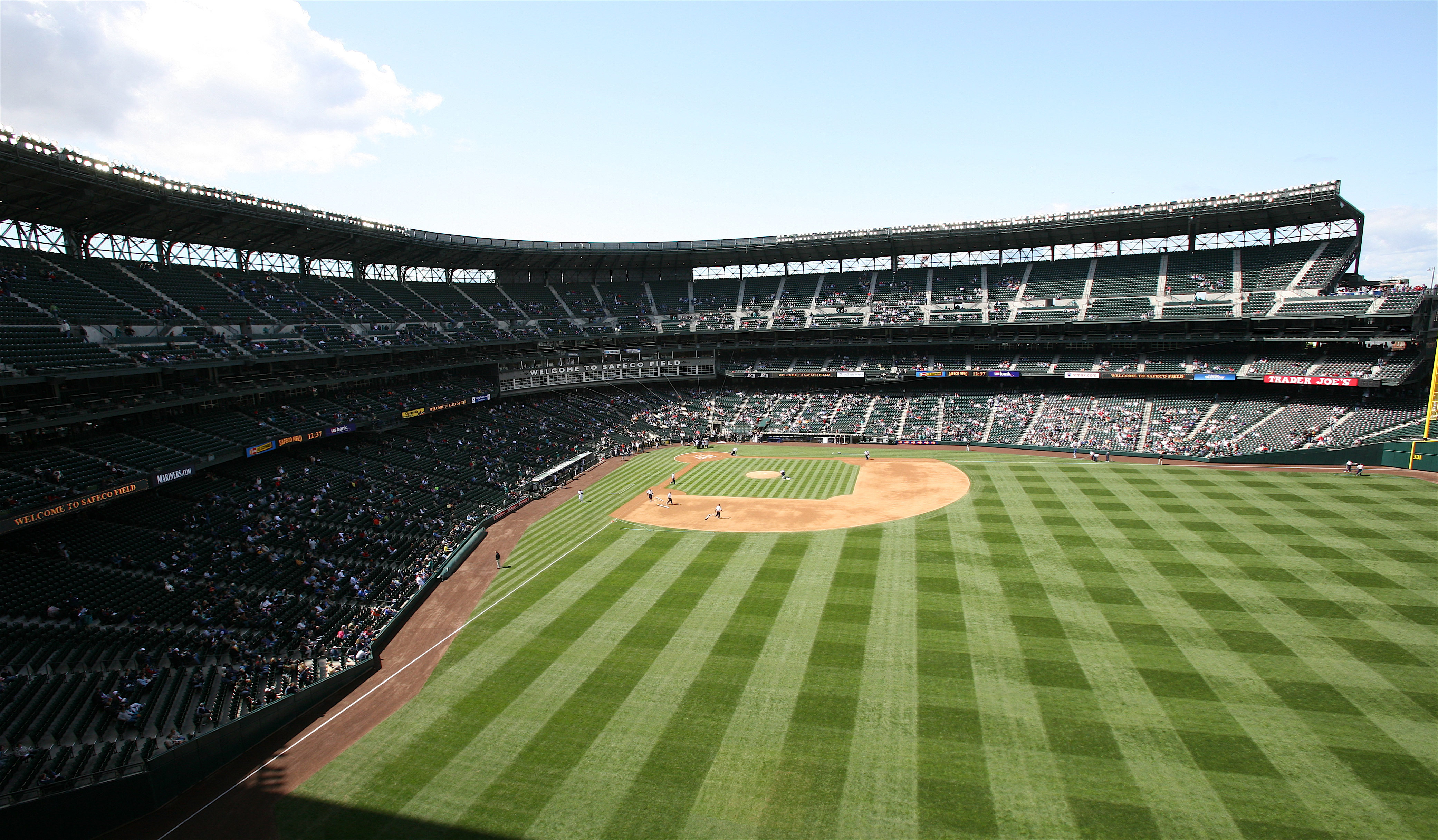
Blick auf die Tribünen (April 2007)
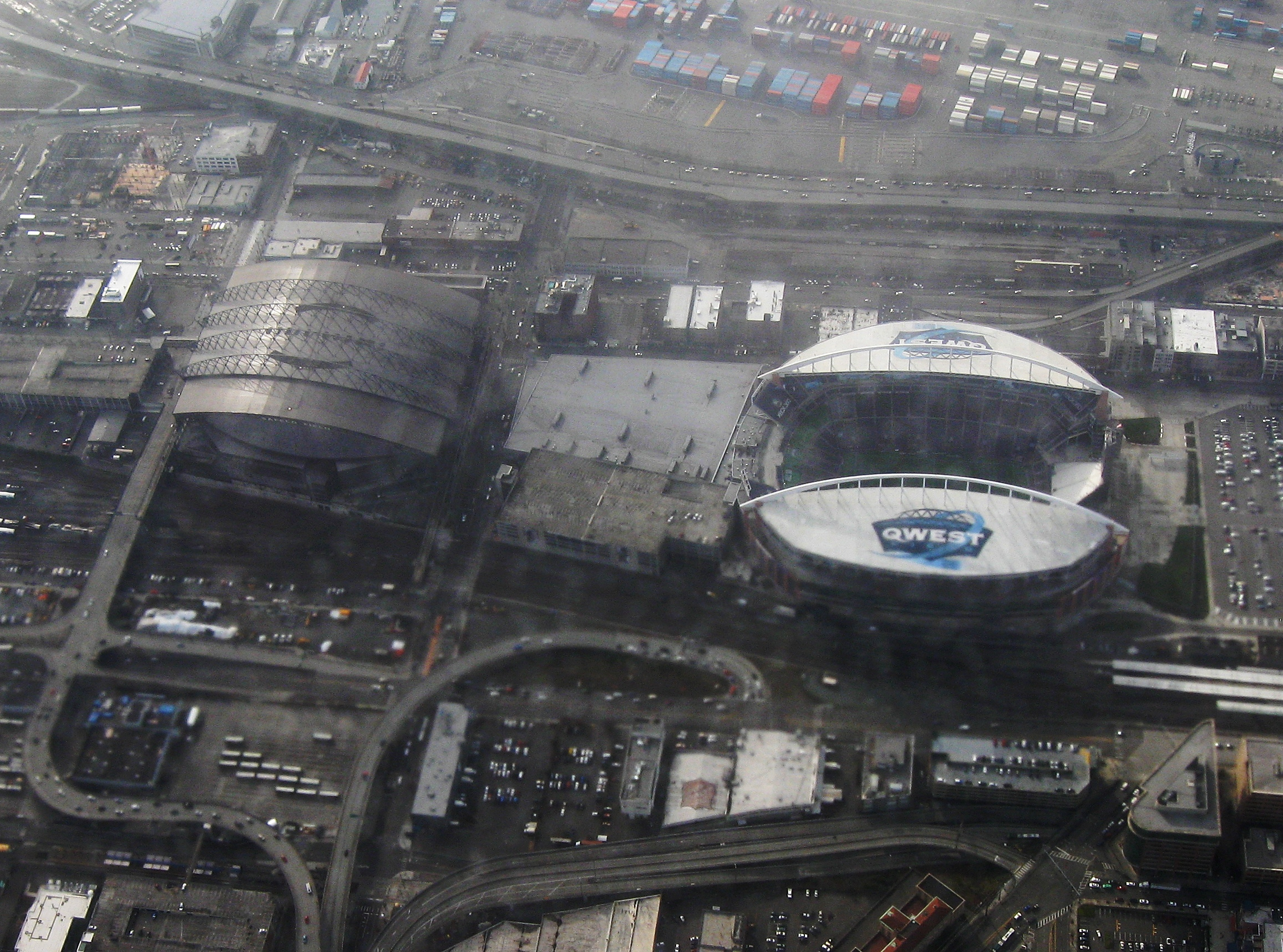
Links der T-Mobile Park mit geschlossenem Dach und rechts das Lumen Field der Seattle Seahawks (März 2009)
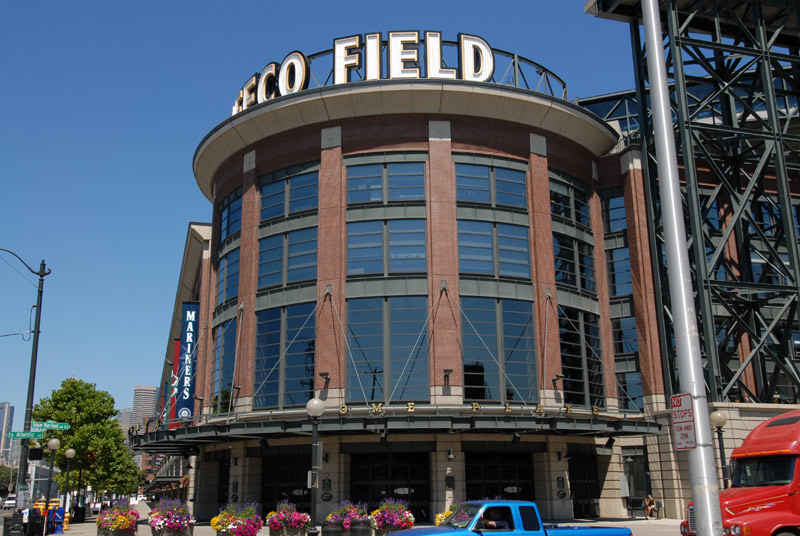
Eingang des T-Mobile Park (Juli 2006)
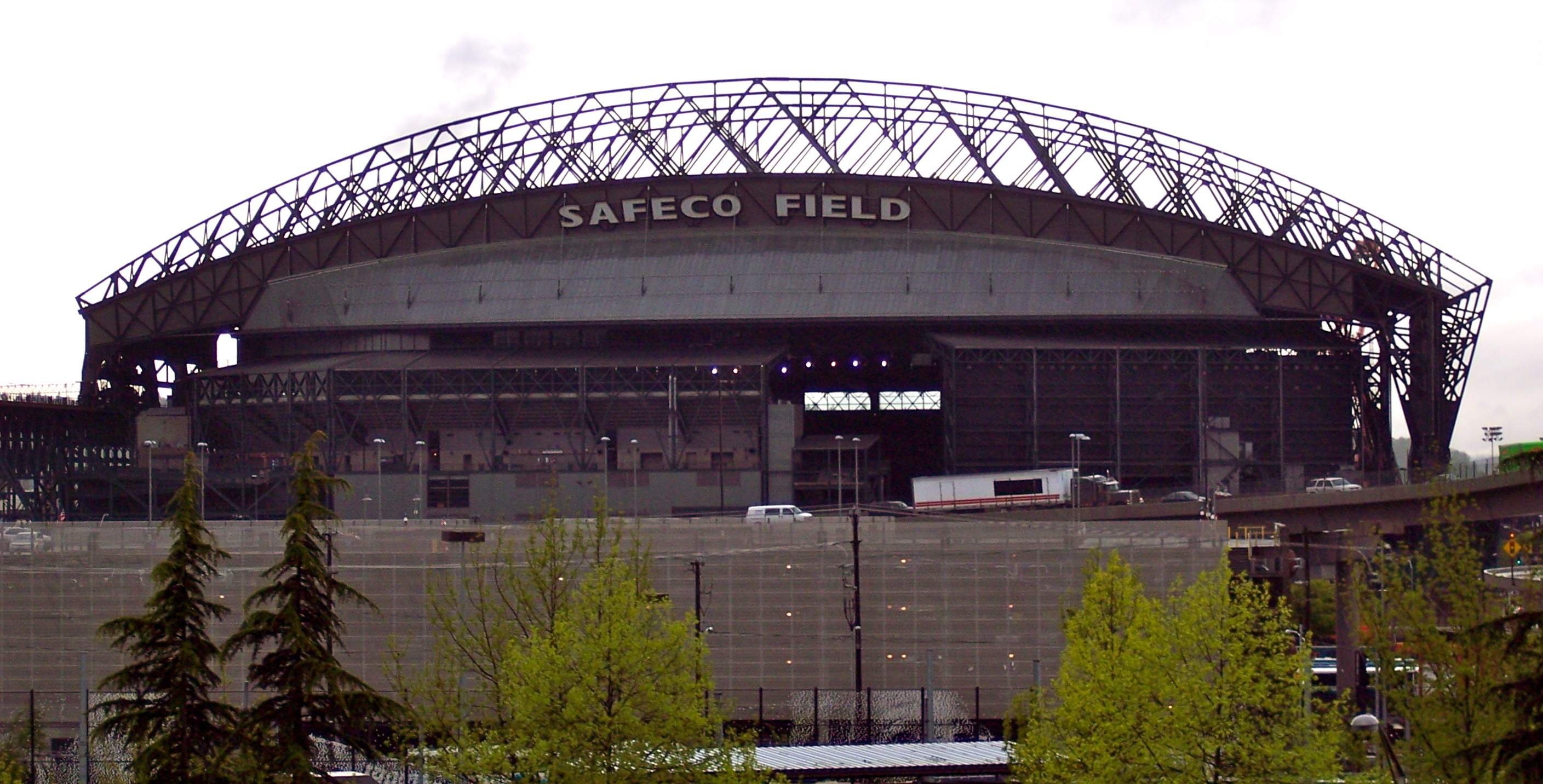
Blick von außen auf den T-Mobile Park